# Ptilocercus lowii
Famille
Genre
Espèce
Statut de conservation UICN

 LC  : Préoccupation mineure
Statut CITES
Le ptilocerque de Low (Ptilocercus lowii) est une espèce de scandentien. Il est connu pour résister aux effets du nectar alcoolisé du palmier de Bertram. Il vit en Asie du Sud-Est. 

## Description
Ce tupaïa mesure de 13 à 14 cm de long pour un poids de 40 à 62 g. Son pelage est gris-brun sur le dos, jaunâtre sur le ventre. Sa queue mesure de 16 à 19 cm. Cette queue a la particularité de ressembler à une plume et lui sert à s'équilibrer quand il grimpe dans les arbres.

## Écologie et comportement
C'est un mammifère arboricole nocturne qui ne descend presque jamais au sol.
Il vit en couple ou en petit groupe dans des nids qu'il construit sur les branches des arbres.
C'est un omnivore qui mange des vers, des insectes, des souris, des oisillons, des lézards et des fruits. Il a la particularité de pouvoir consommer plus de deux heures par nuit le nectar des fleurs du palmier de Bertram (Eugeissona tristis) contenant jusqu'à 3,8 % d'alcool, sans montrer aucun symptôme d'ivresse,.

## Taxonomie
Le ptilocerque de Low est l'unique représentant actuel de la famille des ptilocercidés (Ptilocercidae), et donc la seule espèce du genre Ptilocercus.
La sous-famille des ptilocercinés (Ptilocercinae) a été proposée comme étant une famille à part entière, la famille des ptilocercidés.

## Répartition
Cette espèce est présente en Thaïlande, en Malaisie (péninsule ainsi que Sabah, Sarawak et Labuan), au Brunei et en Indonésie (Sumatra, Kalimantan et les îles Riau, Batu, Siberut, Bangka et Serasan).

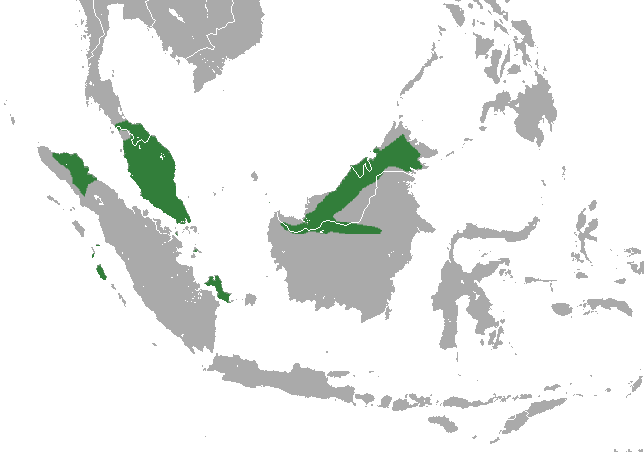
Répartition du ptilocerque de Low.